# 前森高原
前森高原（まえもりこうげん）は山形県最上郡最上町にある高原。わくわくファーム前森高原として株式会社MGMが管理している。

## 概要
最上町に位置する高原である。乗馬、ソーセージ造りなどといった体験ができる他、ヤギ、羊、牛、鹿などの動物とふれあうことができる。キャンプ場やコテージもあり、宿泊も可能。

## 園内概要
- ドッグカフェ
- ドッグラン
- エンジンバギー
- いわなの釣堀
- 乗馬場フロンティアファーム
- ふれあい広場
- そば処 はらっ葉
- もがみ農遊館（総合案内所）
- ビアハウス
- 野外BBQ場
- もりおくん広場
- ふれあい陶芸館
- ハム工房
- アイス工房
- オートキャンプ場
- 天空のコテージ・キャビン
- 大場満郎冒険学校
- 屋内乗馬場

## 周辺
- 最上町営前森牧場